# Spindasis obscura
Spindasis obscura är en fjärilsart som beskrevs av Aurivillius 1923. Spindasis obscura ingår i släktet Spindasis och familjen juvelvingar. Inga underarter finns listade i Catalogue of Life.